# Nevenka Fernández
Nevenka Fernández García (Ponferrada, 25 de octubre de 1974) es una economista española. Fue concejal de Hacienda de Ponferrada entre 1999 y 2000. Es conocida por ser la primera española en lograr la condena de un cargo político, Ismael Álvarez, alcalde de Ponferrada del Partido Popular, por acoso sexual.

## Trayectoria
Licenciada en Económicas por la Universidad CEU-San Pablo y máster en Auditoría por la Universidad Complutense de Madrid, trabajó en Arthur Andersen en Madrid. Acabó la carrera poco antes de las elecciones municipales de 1999 cuando Carlos López Riesco le hizo la oferta de ser la número tres de la lista del Partido Popular de Ponferrada liderada por Ismael Álvarez. Tras la victoria electoral asumió la Concejalía de Hacienda en el Ayuntamiento de Ponferrada.
En septiembre de 2000 pidió la baja laboral del Ayuntamiento a causa de una depresión y en marzo de 2001 denunció por acoso sexual al alcalde Ismael Álvarez. El Partido Popular no la apoyó y sus compañeros del consistorio se pusieron de parte del alcalde. 
Tras las dificultades por encontrar trabajo en España tras la denuncia por acoso sexual, emigró a Chester (Inglaterra) y posteriormente a Irlanda, donde vive en la actualidad.

## Denuncia de acoso sexual
En septiembre de 2000 pidió la baja laboral por depresión en el Ayuntamiento de Ponferrada y se trasladó a Madrid. Nevenka, que entonces tenía 26 años, denunció haber sido acosada sexualmente y laboralmente en el año 2000 por el entonces alcalde de Ponferrada, Ismael Álvarez, miembro de su propio partido, el Partido Popular, tras finalizar la relación que había mantenido con él durante algunos meses, iniciada a finales de 1999. El 26 de marzo de 2001 Nevenka Fernández denunció públicamente a Ismael Álvarez por acoso sexual.
En abril de 2001 ratificó la querella por acoso ante el Tribunal Superior de Justicia de Madrid declarando: «Hablar me ha salvado».
La Asociación para la Defensa de la Mujer Acosada, que inicialmente había ejercido la acusación particular, se retiró poco antes de empezar el juicio argumentando que había perdido la confianza en Nevenka Fernández. En el libro de Juan José Millás, "Hay algo que no es como me dicen" (2004, Barcelona, Ed. Aguilar. 978-84-03-09471), se dice que el motivo radicaría en que la Asociación habría pedido una suma desorbitada de dinero para seguir adelante en el juicio. 
La sentencia, conocida el 30 de mayo de 2002, impuso a Ismael Álvarez, exalcalde de Ponferrada, la pena mínima, pero el caso hizo historia: por primera vez un político español era condenado por acoso sexual.
Ismael Álvarez fue condenado por el Tribunal Superior de Justicia de Castilla y León a nueve meses de cárcel, una multa de 6480€ y una indemnización de 12000€ a la víctima por acoso sexual. Ismael Álvarez dimitió como alcalde de Ponferrada el mismo día que se hizo pública la sentencia. Ana Botella, esposa del entonces presidente del Gobierno, José María Aznar, alabó la actuación del acosador: «Hay que tener un respeto total por el alcalde de Ponferrada, que ha tenido una postura impecable al dimitir antes de que haya una sentencia firme», señaló. De la misma postura fue el entonces presidente del Senado y del Partido Popular en la Comunidad de Madrid, Pío García-Escudero.
El fiscal, José Luis García Ancos, que terminó siendo apartado del caso, sometió a la víctima a un polémico interrogatorio cuestionando su denuncia: «¡Usted no es la empleada de Hipercor que le tocan el trasero y tiene que aguantarse porque es el pan de sus hijos!» y señalando en una entrevista de radio que decía que, de uno de los testimonios del juicio, «se desprendía que se quería decir que Nevenka, siendo una colegiala, era una putilla».
Durante las conclusiones, tanto la fiscalía como la acusación particular incidieron en la importancia que tenía para este caso la prueba pericial, en la que cinco especialistas en psiquiatría y psicología coincidieron en que la denunciante no "fabulaba" cuando presentó la querella y que sus síntomas eran claramente los de una persona que se había visto acosada.

### Consecuencias
Nevenka ganó la batalla judicial pero perdió la batalla social. Tras la denuncia le resultó difícil encontrar trabajo en España y finalmente decidió trasladar su residencia a Londres mientras Álvarez siguió en Ponferrada y volvió a presentarse a las elecciones municipales en 2011 obteniendo 5719 sufragios, cinco concejales y un 16,53% de los apoyos. Fue la tercera fuerza política más votada y el apretado resultado político le otorgó un papel decisivo en la configuración de la alcaldía. El acosador tuvo apoyos de la importancia del cantautor ponferradino Amancio Prada.
El periodista Juan José Millás escribió sobre el caso en 2004 un libro titulado Hay algo que no es como me dicen: El caso de Nevenka Fernández contra la realidad.
El caso se convirtió en un referente histórico por ser la primera española en lograr la condena de un cargo político. Fue especialmente recordado en 2017 cuando surgió el movimiento Me Too.

### Reconocimiento

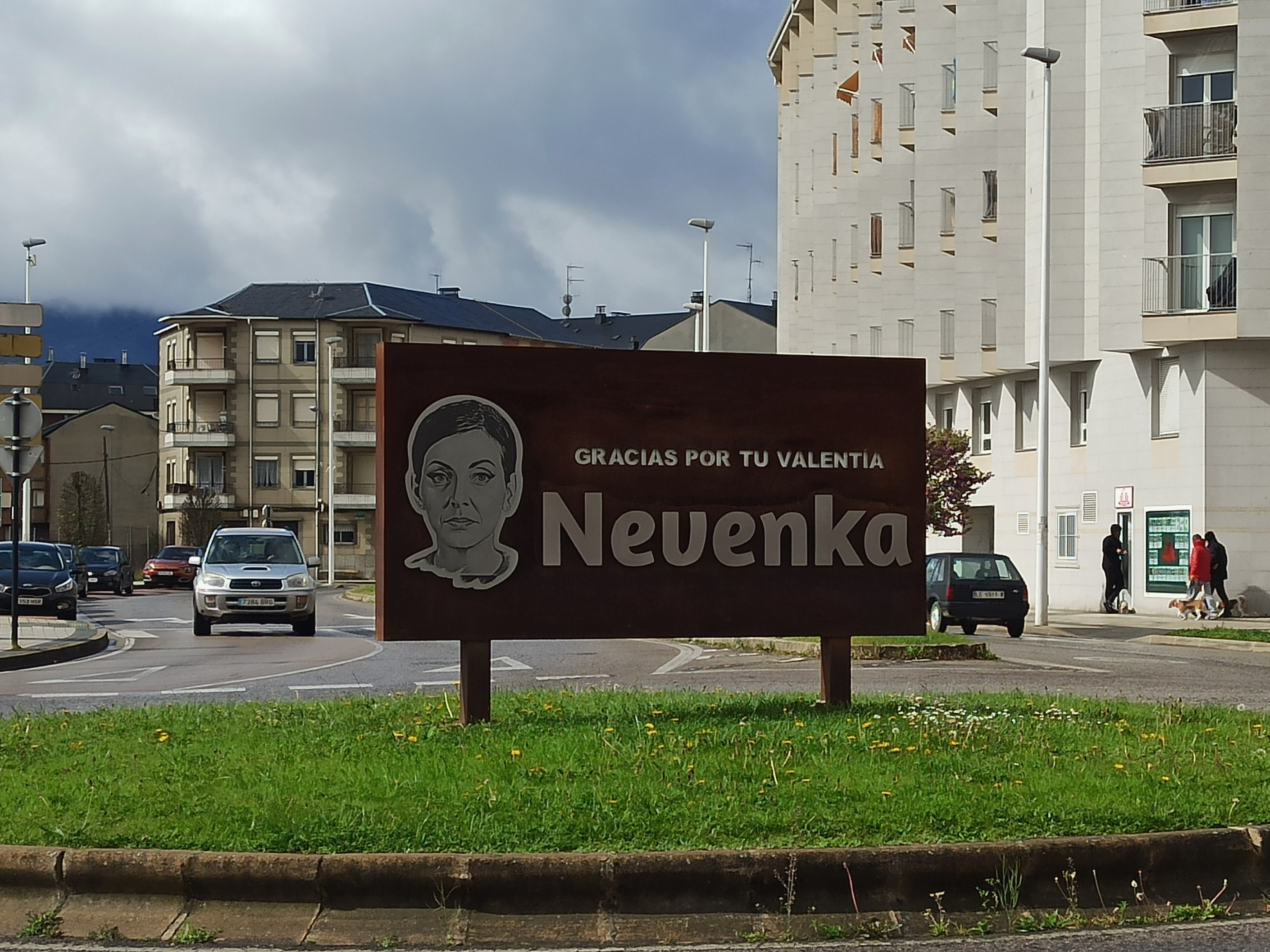
Monumento a Nevenka Fernández en Ponferrada inaugurado en 2023.

En 2023, en la ciudad de Ponferrada se reconoció el valor de Nevenka Fernández al denunciar el acoso sexual sufrido. Esta denuncia ayudó a visibilizar las conductas machistas sufridas en silencio por muchas mujeres.
Este reconocimiento se ha puesto de manifiesto con la colocación de un monolito en la rotonda de la avenida del Castillo. El monumento refleja el rostro de Nevenka junto al mensaje Gracias por tu valentía. Al acto asistió la delegada del Gobierno contra la Violencia Machista, Victoria Rosell. .

## En la cultura

### DocuserieNevenka
Netflix estrenó el 5 de marzo de 2021 la docuserie Nevenka, dirigida por Maribel Sánchez-Maroto y producida por Newtral, en el que Nevenka Fernández rompe su silencio tras 20 años de su denuncia y de la sentencia.

### Obra de teatroNevenka
La compañía Histrión Teatro estrenó el 10 de marzo de 2023 en el Teatro Alhambra de Granada el montaje de teatro documental Nevenka, escrito y dirigido por María Goricelaya.

### PelículaSoy Nevenka
En 2024 se terminó de rodar la película Soy Nevenka, dirigida por Icíar Bollaín quien coescribió el guion junto a Isa Campo. Fue rodada en Bilbao y en Zamora por no obtener permiso municipal para hacerlo en Ponferrada. La actriz que representa a Nevenka es Mireia Oriol. El actor Urko Olazabal hace de Ismael Álvarez.La película fue estrenada en septiembre en el Festival Internacional de Cine de San Sebastián 2024.

### Mural en Ponferrada
En 2021 la artista Mercedes deBellard realizó un mural dedicado a Nevenka Fernández en la calle La Paz de Ponferrada. En 2025 fue tapado con una capa de pintura amarilla por el propietario del local.